# Kościół Wniebowzięcia Najświętszej Maryi Panny w Kazimierzy Małej
Kościół Wniebowzięcia Najświętszej Maryi Panny w Kazimierzy Małej – rzymskokatolicki kościół parafialny zlokalizowany we wsi Kazimierza Mała w województwie świętokrzyskim.

## Historia

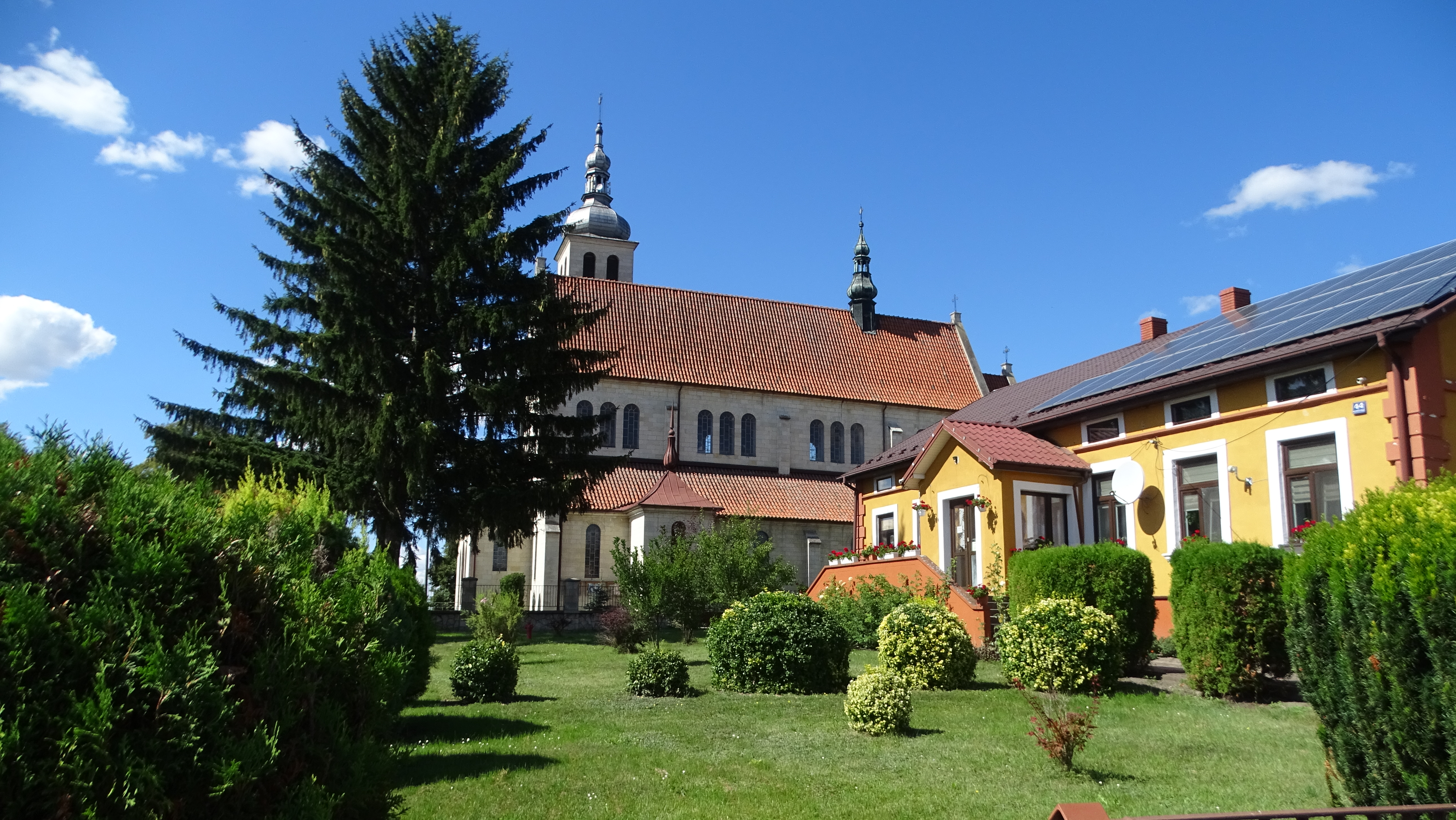
Plebania

XVI-wieczny falsyfikat dokumentu fundacyjnego zawiera, oparte zapewne na przekazach ustnych, informacje o powstaniu parafii w 1063. W latach 1349-1357 Kazimierza Mała była siedzibą dekanatu. Pierwsza wzmianka o świątyni we wsi oraz działającej tu parafii pochodzi z 1326. Kościół był wówczas drewniany. W 1551 przejęli go kalwiniści i przekształcili w zbór, ale po kilku latach został zwrócony katolikom. W 1698 powstała nowa świątynia, a inicjatorem jej budowy był lokalny proboszcz, Jerzy Mokrowski. Trzeci kościół drewniany powstał na miejscu zniszczonego poprzedniego w latach 1839-1840. Miał on konstrukcję wieńcową.
Obecny, murowany, trójnawowy obiekt wybudowano w latach 1958-1973 (plany jego wzniesienia istniały już w okresie I wojny światowej), a stary we fragmentach został przemieszczony do Topoli, gdzie erygowano nową parafię (część wyposażenia pozostała na miejscu, w tym darzony szczególnym kultem ołtarz Matki Boskiej Częstochowskiej). Konsekracja nastąpiła w 1982 (biskup Stanisław Szymecki). W tym samym roku doszło do konserwacji obrazów.

## Wyposażenie
Do najcenniejszych elementów wyposażenia należą: rozsuwany ołtarz główny a około 1700 (scena Wniebowzięcia i wizerunek Matki Bożej Częstochowskiej z pierwszej połowy XVII wieku, obraz św. Wojciecha), ściana tęczowa z barokowym, XVII-wiecznym krucyfiksem, obraz św. Józefa z XVIII wieku, drewniana chrzcielnica-kielich oraz organy skonstruowane przez przedsiębiorstwo Rygier. Witraże i stacje Drogi Krzyżowej (freski autorstwa Stanisława i Barbary Szmuc z Krakowa) są powojenne. Na jednej ze ścian wisi tablica upamiętniająca księdza Tadeusza Jachimowskiego, ofiarę zbrodni niemieckiej.

## Galeria

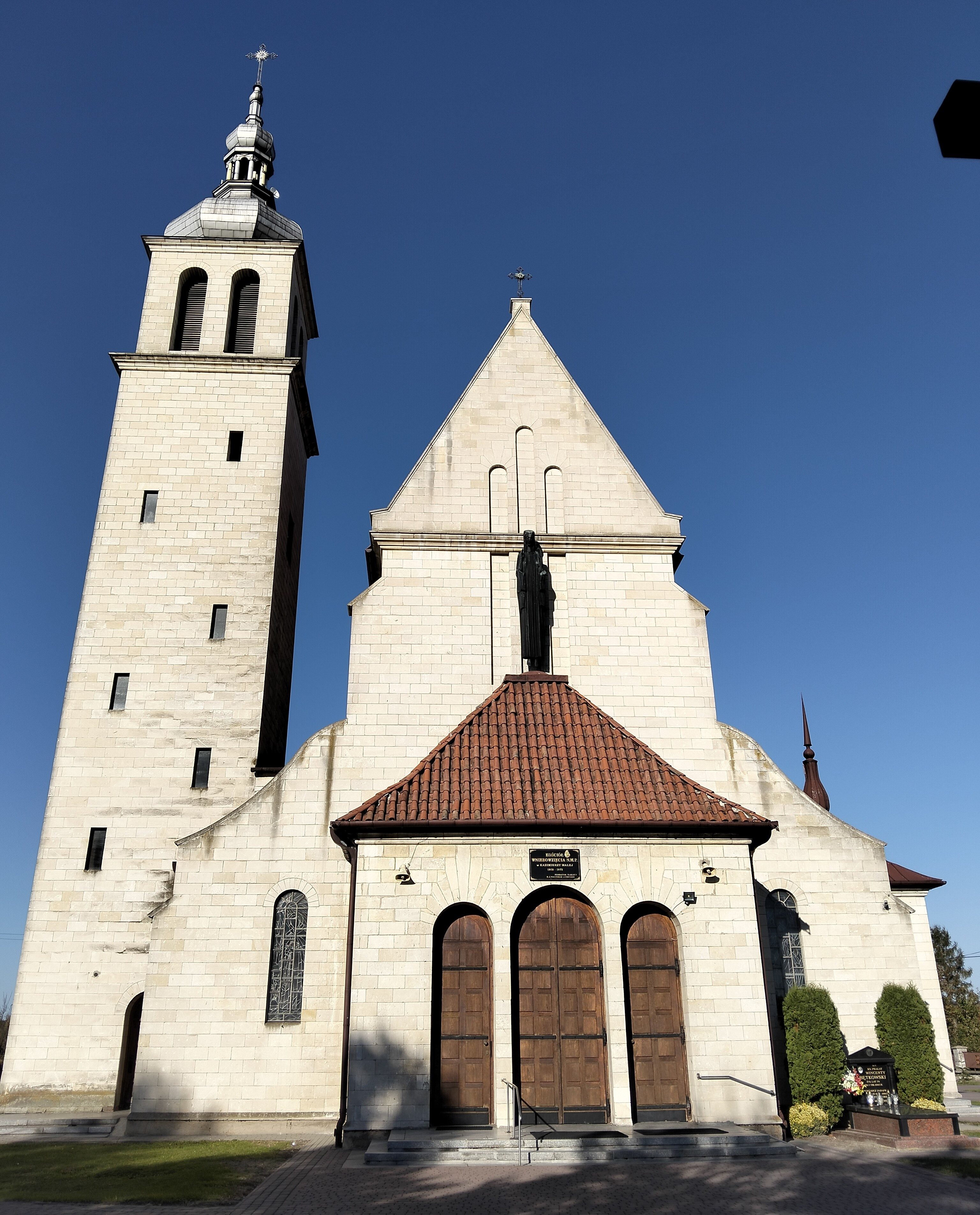
Elewacja wejściowa
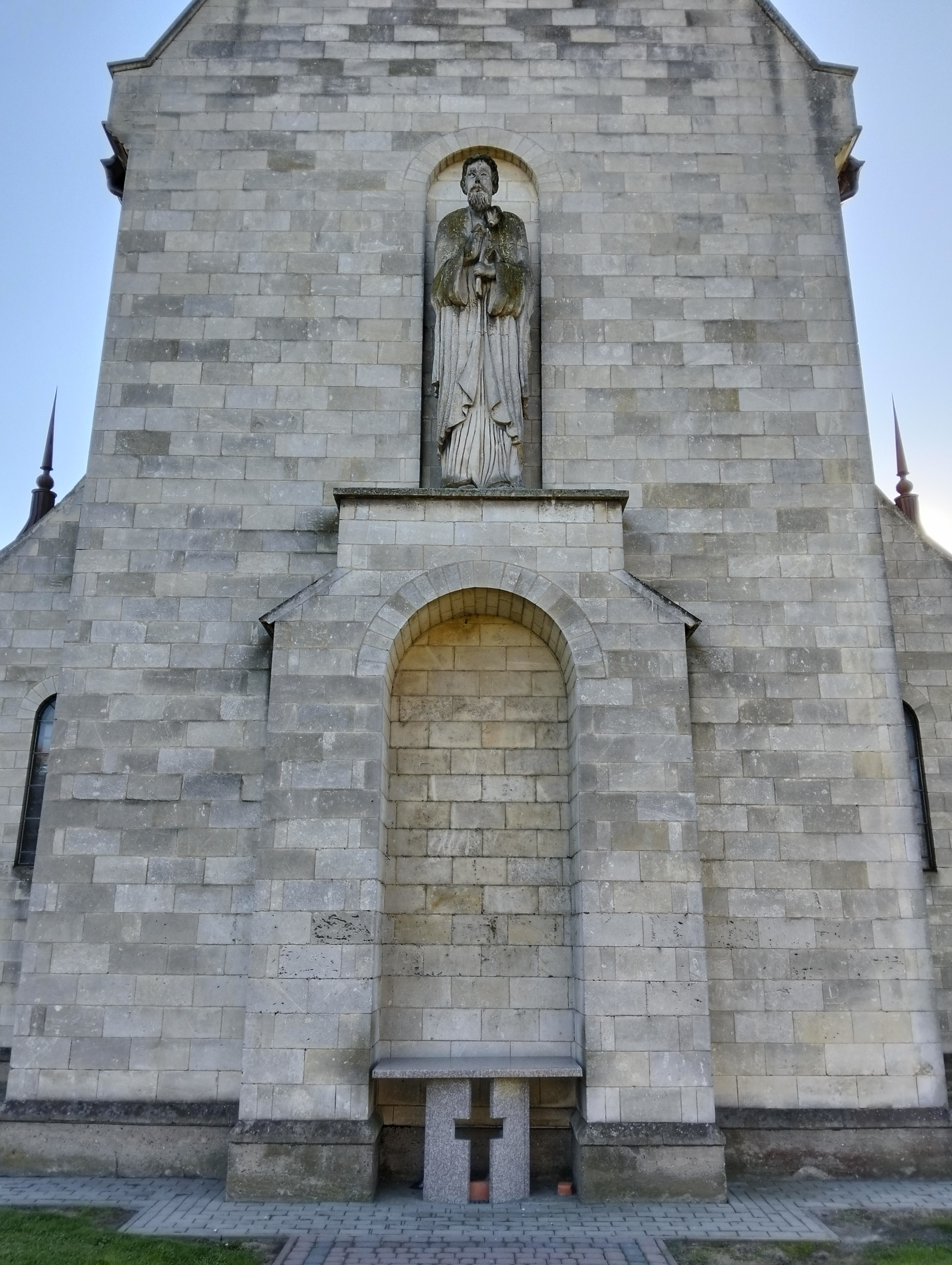
Widok od prezbiterium
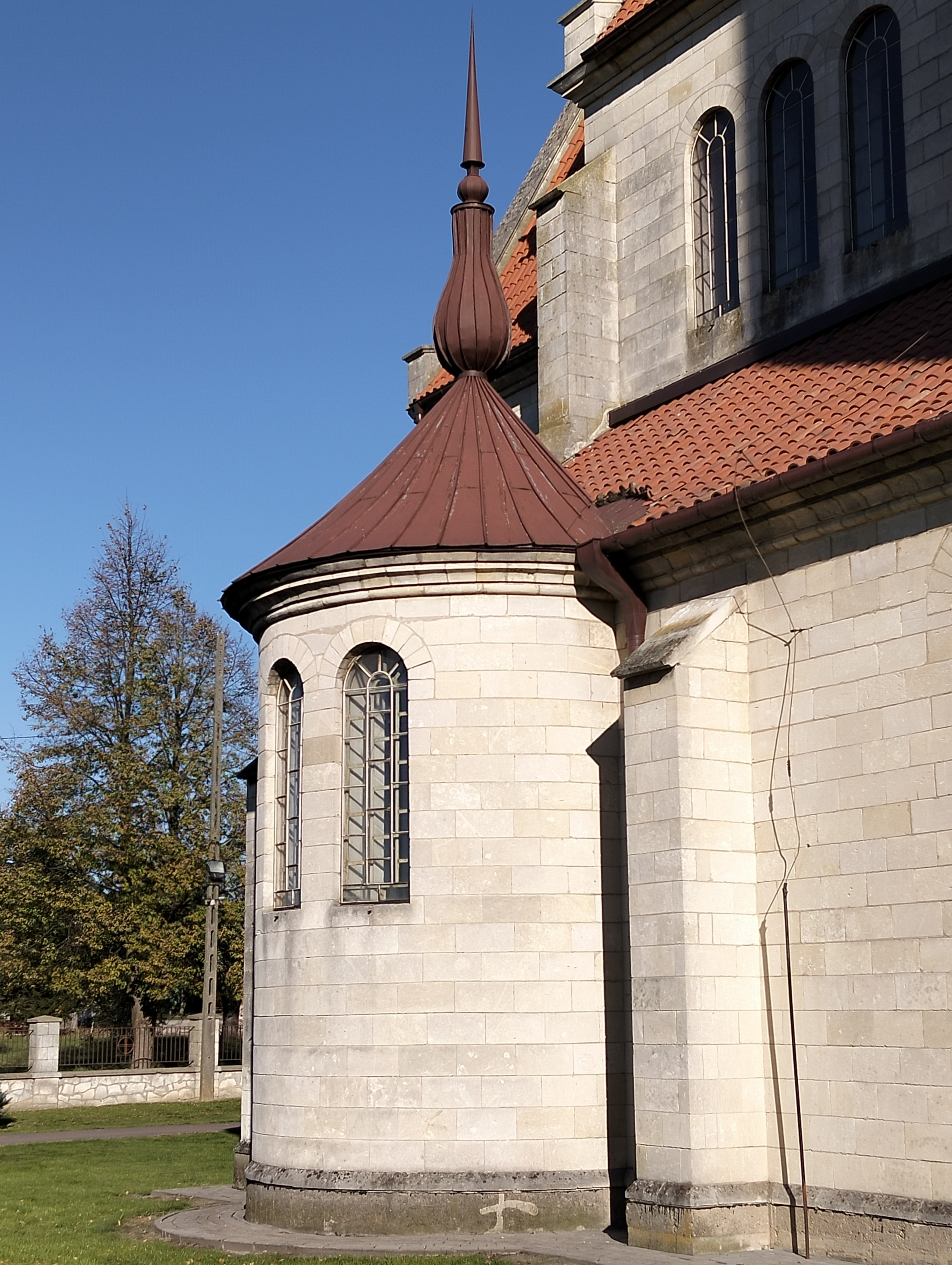
Jedna z kaplic